# Eudorylas aquavicinus
Eudorylas aquavicinus är en tvåvingeart som först beskrevs av Hardy 1943.  Eudorylas aquavicinus ingår i släktet Eudorylas och familjen ögonflugor.
Artens utbredningsområde är New Mexico. Inga underarter finns listade i Catalogue of Life.